# Cosmoconus chinensis
Cosmoconus chinensis là một loài tò vò trong họ Ichneumonidae.